# ثيستيرنا
ثيستيرنا (بالإسبانية: Cistierna)‏ هي مدينة وبلدية تقع في مقاطعة ليون بمنطقة قشتالة وليون في إسبانيا. وفقا لبيانات المعهد الوطني للإحصاء عام 2012، فإن عدد سكان ثيستيرنا بلغ حوالي 3652 نسمة.

## أصل التسمية
جاء اشتقاق اسم ثيستيرنا من الكلمة اللاتينية ثيستيرنا أي الخزان، وفي مقاطعة ليون حيث اللغة اليونية، كانت الكلمة تعني السلة أو الوعاء، وهو ما يتناسب مع الموقع الجغرافي للبلدية الذي كان عبارة عن مكان تُجمع في الماء، والذي كان موقع مستوطنة قديمة.

## جغرافيا المكان
يمر بالبلدية من الشمال إلى الجنوب من نهر إيسلا. ويبرز في تضاريسها بشكل خاص الكتلة الصخرية بينياكوردا المكونة من عدة قمم تتراوح ارتفاعها ما بين1.600 و1.835 مترًا. وفي الشمال، توجد قمة مورو بارتفاع 1.779 مترًا مع قبة ثيروسو. وفي جنوب ثيستيرنا، تنتشر وبشكل كبير السهول الواسعة التي تستخدم في المحاصيل الزراعية.